# Sodomie en droit colonial britannique

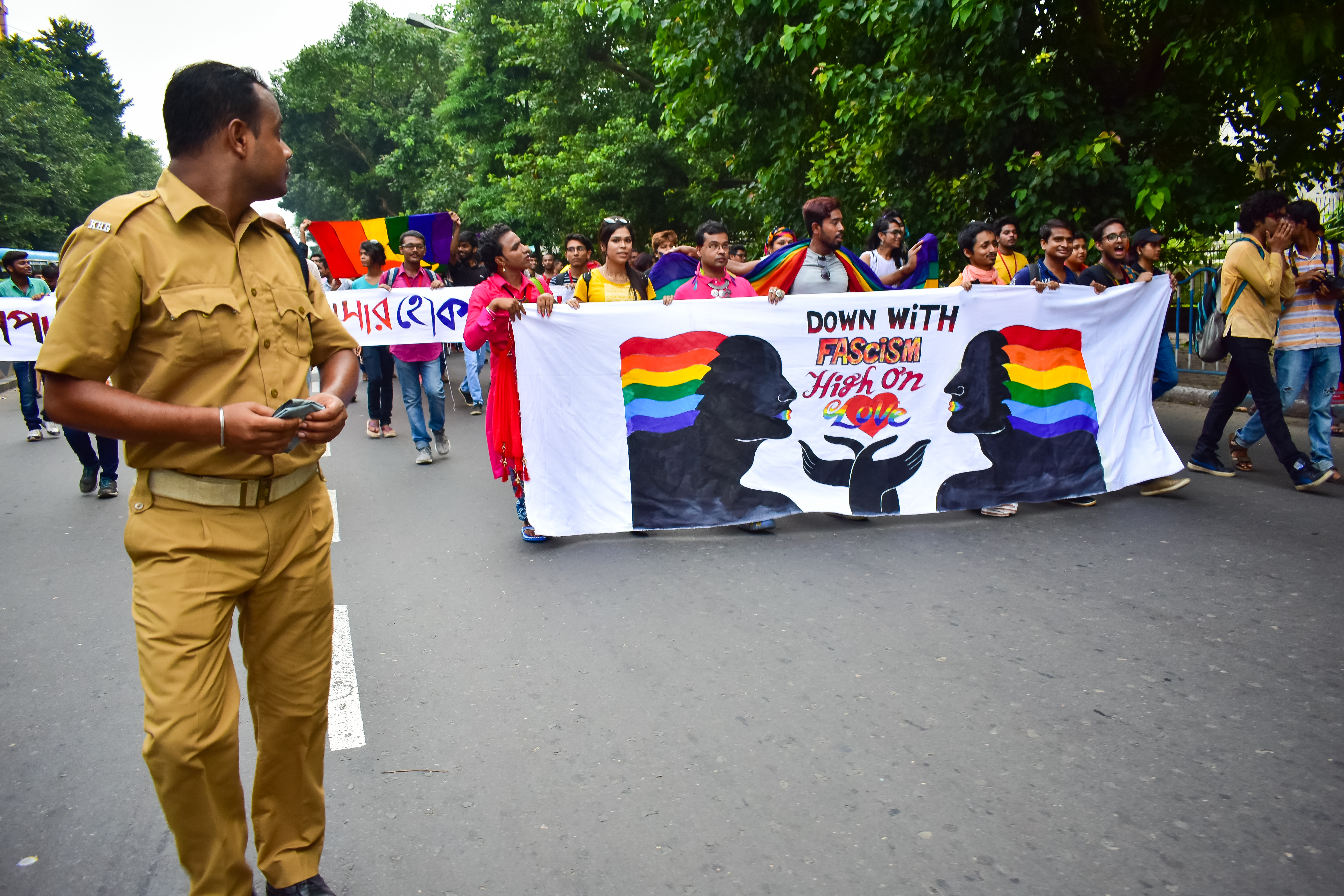
Un policier regarde la marche des fiertés de septembre 2019 à Calcutta, qui célèbre l'inconstitutionnalité de l'article 377.

Dans le droit colonial britannique, la sodomie a été criminalisée au XIXe siècle. Ce chef d'accusation, qui visait principalement la pénétration anale entre deux hommes, a été développé de manière distincte par rapport à la législation de la métropole. En effet, c'est principalement sur le fondement des dispositions de l'article 377 du code pénal indien que des gens ont été punis pour sodomie dans tout l'empire. L'impact de ces lois anti-sodomie continue jusqu'à aujourd'hui dans les différents pays du Commonwealth. Cet héritage a donné lieu à un débat politique complexe dans le Royaume-Uni du XXIe siècle, où certaines parties de la société civile ont exigé que Londres fasse pression sur ses ex-colonies pour leur faire décriminaliser l'homosexualité (en).

## Historique

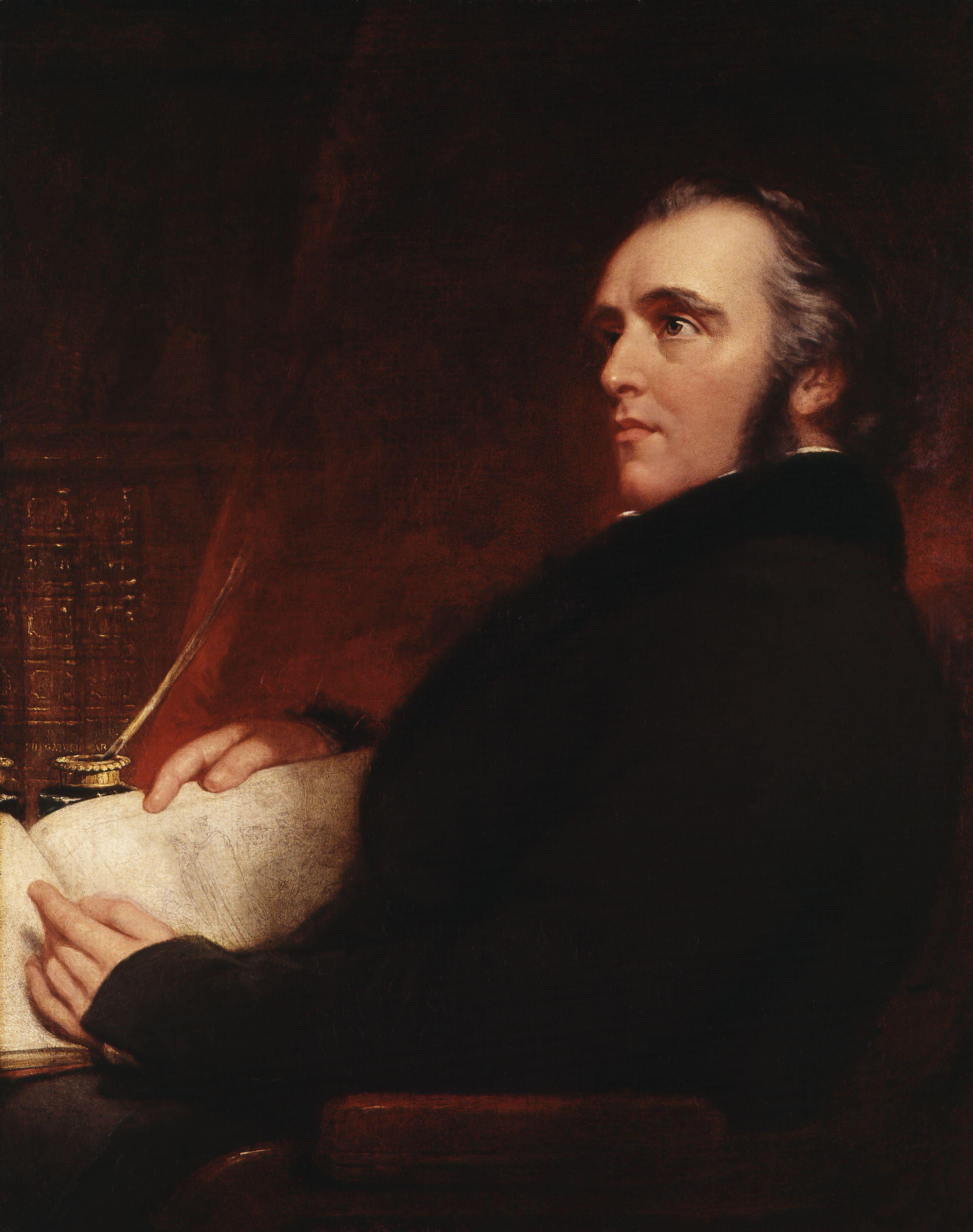
Thomas Babington Macaulay, rédacteur principal du Code pénal indien de 1860 où apparaît le fameux article 377.

Le crime de sodomie a été codifié de manières différentes à plusieurs reprises dans l'empire britannique, mais c'est la formulation de l'article 377 du code pénal indien qui a été le plus reprises dans les différentes colonies.

### Impact post-colonial
La proportion de pays du Commonwealth criminalisant la sodomie au XXIe siècle est significativement plus importante que dans le reste du monde, ce qui montre que le colonialisme britannique a joué un rôle particulier à cet égard. Un certain nombre de ces pays ont décriminalisé la sodomie, par exemple en 2023 dans le cas de l'article 377A du Code pénal de Singapour (en).

## Politiques britanniques pour la décriminalisation
La politique du Royaume-Uni à ce sujet au XXIe siècle est caractérisée par un sens du remords généralisé et l'idée que l'ex-métropole est moralement obligée de faire pression sur le Commonwealth pour contrecarrer sa propre influence du passé. Ainsi, en octobre 2012 à la Chambre des lords, une session sur le sujet de l'impact des lois coloniales anti-sodomie a suscité un consensus sur la responsabilité du Royaume-Uni en la matière. Qui plus est, le Human Dignity Trust (en), une organisation non gouvernementale anglaise, organise dans les années 2010 une série de campagnes controversées visant à influencer la politique du Belize, de la Jamaïque, de la Chypre du Nord et de Singapour à travers de l'activisme judiciaire pour obtenir la révocation des lois anti-sodomie,.
En 2018, l'activiste Peter Tatchell a exhorté le Premier Ministre David Cameron à présenter des excuses nationales pour la criminalisation de l'homosexualité dans le Commonwealth. Cameron ne l'a pas fait, mais a cherché à contenter les militants gays en déclarant que l'aide au développement à des pays étrangers serait désormais conditionnée à leur respect des droits LGBT. La perspective de cette condition a provoqué l'indignation de personnalités politiques et d'activistes queers africains, qui y ont discerné une forme néocoloniale de la mission civilisatrice.
L'universitaire Rahul Rao analyse ce sentiment de culpabilité général dans la politique britannique comme relevant à la fois de l'homonationalisme, qui démonise l'homophobie des pays du Sud global, et de l'exaltation romantique de ces sociétés comme queer et tolérantes par nature.
Aniruddha Dutta a critiqué la campagne contre l'article 377 du code pénal indien pour s'être focalisée sur une disposition qui n'était finalement pas tellement appliquée, et sans remettre en cause le système de contrôle policier des classes populaires, car pour Dutta, ce sont principalement les queer prolétaires et dalit qui sont le plus sanctionnés pour leurs sexualités, caractérisées comme « contre-nature ».